# محطة خميسة
محطة خميسة؛ أو ما تسمى بقلعة الرويحي هي قلعة تاريخية تقع في منطقة تبوك شمال المملكة العربية السعودية حيث تم بناؤها على طريق سكة الحديد.

## البناء
تم بناء المحطة في سنة 1325 هـ الموافق 1907 م حيث تم نقش تاريخ بناؤها على أحد جدران المحطة.

## التوثيق
قامت هيئة التراث بالمملكة العربية السعودية بتسجيل قلعة الرويحي (محطة خميسة) من ضمن 14 موقعًا تاريخيًّا في منطقة تبوك لتدخل من ضمن السجل الوطني للتراث العمراني.